# Pimelodella hasemani
Pimelodella hasemani är en fiskart som beskrevs av Eigenmann, 1917. Pimelodella hasemani ingår i släktet Pimelodella och familjen Heptapteridae. Inga underarter finns listade i Catalogue of Life.